# New Castle (County Down)
New Castle (irisch An Caisleán Nua) ist eine Burgruine an der Mündung des Flusses Shimna in Newcastle im nordirischen County Down. Die Burg wurde 1433 erstmals urkundlich erwähnt und wurde gebaut, um den Flussübergang zu überwachen. Im Jahre 1588 wurde die Burg von  Feidhlimidh Mag Aonghusa (Felix Magenis) neu aufgebaut. Dieses Gebäude wurde 1830 zerstört.